# Levante UD
Levante Union Deportiva je španjolski nogometni klub iz Valencije. Trenutno igraju u Primeri.
Klub je osnovan 1909. pod imenom Levante FC. Ime je dobio po lokalnoj plaži "Levante" u Malva-Rosi. Njihov veliki lokalni rival je Valencia CF koja je osnovana 1919. godine. Levante je 1937. osvojio Copa de la España Libre. 1981. godine Johan Cruyff je kratko igrao za Levante, postigavši dva pogotka u deset ligaških utakmica.

## Poznati igrači
| - Gabriel Amato - Gustavo Reggi - Pablo Cavallero - Vladimir Mančev - Lauren - Daniel Ngom Kome - Albert Meyong - José Veiga - Carlos Caszely - Edwin Congo - Mate Šestan - Juvenal - Sergio Barila | - Šota Arveladze - Ian Harte - Marco Storari - Damiano Tommasi - Idrissa Keita - Predrag Mijatović - Moha - Johan Cruyff - Faas Wilkes - Peter Rufai - Duda - José Francisco Molina - Alberto Rivera | - Iñaki Descarga - David Aganzo - Claudio Barragán - Ángel Cuéllar - Fernando Giner - Juanfran - Andoni Murua - Vicente - Salva - Sergio García - Johan Mjällby - Fabio Celestini |

## Poznati treneri
- Josep Escolà
- Enrique Orizaola, 1964./65.
- Juande Ramos, 1994./95.
- Mané, 1996./97., 2005./06.
- Manuel Preciado, 2003./04.
- Bernd Schuster, 2004./05.
- Juan Ramón López Caro, 2006./07.
- Abel Resino, 2007.
- Gianni De Biasi, 2007./08.

## Klupski uspjesi
- Kup Kralja: 1936./37.
- Druga divizija: 2003./04., 2016./17.
- Druga divizija - Grupa 2: Drugoplasirani  1962./63.
- Druga divizija B: 1988./89., 1995./96., 1998./99.
- Treća divizija: 1943./44., 1972./73.
- Copa de la España Libre: 1937.
- Campeonato Levante-Sur: 1934./35.
- Campeonato de Valencia: 1927./28.
- Trofeo Ciudad de Valencia: 1996.

Levante FC / Levante UD
- 11 sezona u Primeri
- 40 sezona u Segundi División
- 12 sezona u Segundi División B
- 21 sezona u Terceri División

Gimnástico CF
- 2 sezone u Segundi División

## Nedavne sezone
| Sezona    |    | Poz. | Sus. | Pob | Ner. | Izg. | GD | GP | Bod. | Kup     | Europa | Europa | Bilješke  |
| --------- | -- | ---- | ---- | --- | ---- | ---- | -- | -- | ---- | ------- | ------ | ------ | --------- |
| 2004./05. | 1D | 18   | 38   | 9   | 10   | 19   | 39 | 58 | 37   |         |        |        | Ispadanje |
| 2005./06. | 2D | 3    | 42   | 20  | 14   | 8    | 53 | 39 | 74   | 1. kolo |        |        | Promocija |
| 2006./07. | 1D | 15   | 38   | 10  | 12   | 16   | 37 | 53 | 42   |         |        |        |           |
| 2007./08. | 1D | 20   | 37   | 7   | 5    | 25   | 31 | 70 | 26   |         |        |        | Ispadanje |

## Vanjske poveznice
- Službena stranica (šp.)
- Slobodni forum  Arhivirana inačica izvorne stranice od 27. kolovoza 2008. (Wayback Machine)
- Regionalne titule u RSSSF
- Copa de España Libre u RSSSF